# Образцов, Григорий Фёдорович
Григорий Фёдорович Образцов — сын боярский, голова и воевода во времена царствования Фёдора Ивановича, Бориса Годунова, Смутное время и царя Михаила Фёдоровича.
Старший из четырёх сыновей Ф. Р. Образцова.

## Биография
Впервые упоминается в разрядах, когда был назначен провожать запасы, отправлявшиеся в Ивангород (1591). В том же году Григорий Фёдорович участвовал в отражении крымского хана Казы-Гирея Боры от Москвы, отличился в бою с ними и получил в награду шубу ценой в 15 рублей. Письменный голова при воеводе Ждане Сабурове во время постройки города на реке Яике (1595—1596). Судья в приказе старого земского двора (1597). Назначен головой в Тобольск при воеводе Фёдоре Шереметьеве (1601—1602). Воевода в Ржеве (1604). Послан Лжедимитрием I в Кириллов монастырь для сопровождения царя Симеона Бекбулатовича и для присутствия при его пострижении (март 1606). По приказу патриарха Гермогена, ему велено, собрать из сотен и слобод людей «мужеска пола» в церковь для разрешения народа от клятвопреступления царю Борису Фёдоровичу (февраль 1607). Находился в земском ополчении при князе Д. М. Пожарском, который послал его с отрядом на Белоозеро наблюдать за движениями шведов, занявших в это время всю новгородскую область и, в случае нападения на главное земское ополчение, по возможности, противодействовать этому (1612). Отправлен в Вологду, куда он явился из Белоозера со своим отрядом для введения порядка, когда услышал, что казаки разграбили город и перебили воевод. Успеха не имел и вынужден удалиться к Москве, к главному войску князя Д. М. Пожарского (зима 1612/13). Участвовал в соборе об избрании на царство Михаила Фёдоровича Романова и был пожалован новым царём за свою службу в стряпчие (1613). Воевода в Ржеве, участвовал в шестинедельной защите города от польского полковника А. Лисовского (1615).
Оставил двух сыновей: Григория и Афанасия Григорьевичей.